# Pietro Tamiazzo
Pietro Tamiazzo , né le 5 avril 1945 à Villanova del Sillaro (Lombardie), est un coureur cycliste italien, professionnel de 1969 à 1973. 

## Palmarès
- 1966
  - Coppa Città del Marmo
- 1967
  - Coppa Città del Marmo
  - Rho-Macugnaga
  - 4e étape de la Scottish Milk Race
  - 2e du Gran Premio Industria del Cuoio e delle Pelli
  - 3e du championnat d'Italie sur route amateurs

## Résultats sur les grands tours

### Tour de France
1 participation
- 1970 : abandon (4e étape)

### Tour d'Italie
2 participations
- 1969 : 66e
- 1972 : abandon

### Tour d'Espagne
1 participation
- 1969 : hors délais (12e étape)